# NGC 425
NGC 425 es una galaxia espiral de la constelación de Andrómeda. 
Fue descubierta el 11 de octubre de 1879 por el astrónomo Édouard Jean-Marie Stephan.